# Stroomgebied van de Maas

Stroomgebied van de Maas

Het stroomgebied van de Maas of het Maasbekken is het gebied in Frankrijk, Luxemburg, België, Duitsland en Nederland waarbinnen alle oppervlaktewater afstroomt naar de Maas en haar zijrivieren.

## Algemeen
Fysisch gezien bedraagt de oppervlakte ruim 35.000 km². Er wonen meer dan negen miljoen mensen. Soms wordt het stroomgebied van de Mark en de Steenbergse Vliet niet meer tot dat van de Maas gerekend, aangezien zij door kunstmatige ingrepen uitmonden in het Volkerak en dus de Oosterschelde.
Het stroomgebied ligt verspreid over vijf landen, namelijk:
- Frankrijk: 9.000 km²
- Luxemburg: <500 km²
- België: 14.000 km²
  - Waals Gewest: 12.000 km²
  - Vlaams Gewest: 2.000 km²
- Duitsland: 4.000 km²
- Nederland: 8.000 km²

De regeringen van deze zeven landen en gewesten zitten sinds 2002 samen in de 'Internationale Maascommissie'. Deze commissie werd opgericht dankzij het Maasverdrag (1994).

## Zijrivieren
Hierna zijn de zijrivieren en vertakkingen opgegeven volgens hun nabijheid bij de monding. Voor iedere rivier wordt tussen haakjes de plaats van de monding vermeld. De zijrivieren zijn ingedeeld naar het land waar ze in de Maas stromen.

### Nederland
- Grevelingen, Krammer, Volkerak
  - Steenbergse Vliet en Roosendaalse Vliet (Steenbergen)
    - Kleine Aa, Molenbeek of Wildertse Beek (Roosendaal)

  - Dintel (Dinteloord)
    - Mark (Zevenbergen)
      - Aa of Weerijs (Breda)
      - Merkske (Castelré)
        - Marksken (Ginhoven)
        - Noordermark (Ginhoven)

      - Hollandsche Loop (Castelré)
      - Kleine Mark
- Maas, inbegrepen: Bergsche Maas, Amer, Hollandsch Diep en Haringvliet
  - Donge (Geertruidenberg)
    - Grote Lei (Tilburg)
      - Hultense Leij (Hulten)

    - Lei (Tilburg)

  - Roode Vaart (Moerdijk)
  - Dieze ('s-Hertogenbosch)
    - Aa ('s-Hertogenbosch)
      - Grote Wetering
        - Kleine Wetering
        - Barrière Wetering
        - Bleekloop
        - Venloop, bij Loosbroek
        - Graanloop
        - Kleinwijkse Loop, bij Nistelrode

      - Wambergse Beek
      - Leijgraaf, bij Middelrode
        - Meerkensloop
        - Elzense Loop
          - Noordkantse Loop
          - Rietvense Loop
          - De Waterval
          - Zijpse Loop

        - Molenloop, bij Boekel
        - Burgtse Loop, bij Boekel
        - Kerkenloop, bij Boekel
        - Zandhoekse Loop, bij Boekel

      - Biezenloop, bij Heeswijk
      - Hurkse Loop, bij Erp
      - Landmeerse Loop, bij Esdonk
      - Peelse Loop, bij Koks
      - Snelle Loop, bij Koks
        - Rips, bij Gemert
        - Leigraaf, bij Gemert

      - Broek Aa, bij Beek en Donk
      - Boerdonkse Aa, bij Boerdonk, stroomopwaarts Goorloop genaamd
        - Heieindse Loop, bij Beek en Donk
          - Donkersvoortse Loop
            - Loop van het Bosven, bij Lieshout
            - Lange Loop, bij Lieshout

        - Schapengracht, bij Aarle-Rixtel
        - Stiphoutse Loop, bij Stiphout
        - Nederheidse Loop, bij Mierlo
        - Vleutloop, bij Mierlo
        - Overakkerse Loop, bij Mierlo

      - Bakelse Aa, bij Helmond, stroomopwaarts Oude Aa genaamd; de Aa heet stroomopwaarts wel Nieuwe Aa
        - Vreeswijkse Loop, bij Deurne
        - Kaweise Loop, bij Rijpelberg
          - De Vlier
          - Biesheuvelse Loop

      - De Weijer, bij Brouwhuis
      - Astense Aa, ten noorden van Lierop
        - Soeloop, bij Liessel
          - Heitrakse Loop, bij Neerkant

      - Busselse Loop, bij Lierop
        - Beekerloop

      - Kleine Aa, bij Lierop
        - Meervense Loop, bij Lierop

      - Voordeldonkse Broekloop, bij Asten
      - Eeuwselse Loop, bij Heusden
      - Kievitsloop, bij Someren-Eind
        - Diepenhoekse Loop

      - Platkuil

    - Binnendieze ('s-Hertogenbosch)
    - Dommel ('s-Hertogenbosch)
      - Afwateringskanaal 's-Hertogenbosch-Drongelen
      - Essche Stroom, bij Halder
        - Essche Loopje, bij Esch
        - Kleine Aa, bij Esch, komt uit in het Smalwater
        - Nemer, bij Haaren, achter Kasteel Nemerlaer.
        - Voorste Stroom, bij Oisterwijk. Voortzetting deel van Essche Stroom.
          - De Leij, bij Tilburg
            - De Katsbogte, bij Goirle
            - De Blaak, ten zuidwesten van Tilburg

        - Achterste Stroom, bij Oisterwijk. Voortzetting deel van Essche Stroom, gaat over in Reusel
          - Spruitenstroompje, bij Haghorst
          - Raamsloop, bij Lage Mierde
          - Belevense Loop, bij Reusel
          - Hoevense Loopje, bij Reusel

      - Omleidingskanaal ten oosten van Boxtel
      - Smalwater, te Boxtel, gaat over in de Beerze
        - Kleine Aa takt af van Smalwater en mondt uit in Essche Stroom
        - Koevertse Loop, bij Lennisheuvel
        - Groote Beerze, verandert bij Bladel van naam in Aa of Goorloop
          - Wagenbroeks Loopje, bij Casteren
          - Dalemstroompje, bij Hapert

        - Kleine Beerze

      - Ollandse Loop bij Olland
      - Grote Waterloop bij Liempde
      - Sonse Waterloop te Son
        - Grote Beek
        - Ekkersrijt, stroomopwaarts Bruggenrijt genaamd

      - Breugelse Beek bij Breugel
      - Herpenbeek ten zuiden van Son
      - Hooidonkse Beek, bij Nederwetten. Gaat bovenstrooms over in Luchense Wetering.
      - Kleine Dommel of Rul
        - Peelrijt of Rielloop bij Heeze
        - Groote Aa, bij het kasteel van Heeze
          - Strijper Aa bij Leende
          - Buulder Aa bij Leende
            - Naaste Loop bij Soerendonk, in België bij Hamont: Rioolbeek
            - Weergraaf, tussen Soerendonk en Budel
            - Kranjes Beek bij Hamont

        - Sterkselse Aa, bij het kasteel van Heeze
          - Kamersvenloop, bij Hugten

      - Gender, te Eindhoven, deels ondergronds
        - Rundgraaf, bij Strijp

      - Lakerloop, de oude grens tussen Tongelre en Stratum (Eindhoven); vrijwel verdwenen
      - Tongelreep, te Gestel. In België: Warmbeek
        - Goorloop, bij Aalst
        - Haagbroekerloop, bij de Achelse Kluis
          - Voorterloop, bij Schaft

        - Oude Beek
          - De Vliet, bij Achel

        - Beverbeekloop
        - Dorperloop, bij Kaulille
        - Kleine Broekbeek
        - Jongemansbeek of Vrenenbeek

      - Run, bij Veldhoven
        - Diepreitsche Waterloop, bij Eersel
        - Aa, ten noorden van Wijbosch

      - Keersop, bij Waalre
        - Beekloop, bij Westerhoven
          - Keunensloop, bij Westerhoven

        - Zoeterloop, bij Loo
        - Fortjeswaterloop, bij Luyksgestel. In België: Klagloop
        - Bosser Weijerloop, bij Luyksgestel
        - Elzenloop, bij Luyksgestel
          - Kolkgracht
          - Heuvelse Loop

      - Holvense Beek, bij Neerpelt
        - Zelder, bij Overpelt
        - Hoevenderloop
        - Gortenloop
        - Gortenbuitenloop

      - Bollisser Beek, bij Eksel
      - Houterstraatloop, bij Peer
        - Kleine Beek

  - Nieuwe Wetering (Wijchen) (Appeltern)
  - Niers (Gennep)
  - Groote Molenbeek (Meerlo-Wanssum)
  - Lingsforterbeek (Arcen)
  - Siebersbeek (Lottum)
  - Haagbeek (Lomm)
  - Salderbeek (Grubbenvorst)
  - Latbeek (Velden)
  - Everlose Beek (Grubbenvorst)
  - Stepkensbeek (Genooi)
  - Wijlderbeek (Venlo)
    - Venlose Molenbeek
      - Wittebeek

  - Springbeek (Hout-Blerick)
    - Berendonkse Beek

  - Kwistbeek (Baarlo)
  - Aalsbeek (Steyl)
  - Schelkensbeek (Reuver)
  - Tasbeek (Kessel)
  - Huilbeek (Beesel)
  - Neerbeek (Neer)
    - Roggelse Beek (Haelen)
    - Tungelroyse Beek (Haelen)
      - Vliet
      - Leukerbeek

  - Swalm (Swalmen)
    - Teutebeek (Swalmen)
    - Eppenbeek (Swalmen)

  - Maasnielderbeek (Leeuwen)
  - Roer (Roermond)
    - Worm (Heinsberg)
    - Inde (Gulik)
    - Urft (Rurberg)

  - Thornerbeek (Maasbracht)
    - Itterbeek (Thorn)

  - Geleenbeek (Echt)
    - R(o)ode Beek (Susteren)
      - Saeffeler Bach (Isenbruch)

    - Caumerbeek (Heerlen)

  - Geul (Meerssen)
    - Oude Kanjel
    - Strabeek
    - Kattebeek
    - Hekerbeek
    - Scheumerbeek
    - Gronselenput
    - Gulp (Gulpen)
      - Remersdaalbeek
      - Mabroekbeek

    - Eyserbeek
      - Sourethbeek
      - Steenputterbeek

    - Selzerbeek
      - Harleserbeek
      - Hermansbeek
      - Zieversbeek

    - Mechelder- of Lombergbeek
      - Elzetergrub
      - Hermensbeek

    - Landeus
    - Spetsensweidebeek
    - Theunisbron
    - Schaeberggrub
    - Nutbron
    - Klitserbeek
    - Paulusbron
    - Bommerigerbeek
    - Mässel
    - Camerigerbeek
    - Dorphoflossing
    - Terzieterbeek
      - Platergrub
      - Fröschebron
      - Bredebron
      - Helbergbeek
      - Sijlerbeek

    - Klopdriesscherbeek
    - Lingbergbeek
    - Lousbergbeek
    - Tergraatbeek
    - Belleterbeek
    - Berversbergbeek
    - Elzeveldlossing
    - Cottesserbeek

  - Jeker (Ontspringt in Wallonië als Le Geer) (Maastricht)
    - Yerne (Oerle)

  - Voer (Eijsden)
    - Noor(beek) (Voeren)
    - Veurs (Voeren)

### België
- Maas (ten noorden van Maastricht de Grensmaas)
  - Oeter of Bosbeek (Opoeteren/Neeroeteren bij Maaseik)
  - Berwijn (Moelingen)
    - Bel (Aubel)
    - Bolland (Dalhem)
    - Ruisseau d'Asse (Herve)

  - Ourthe (Luik)
    - Vesder (Luik)
      - Hogne of Hoëgne (Pepinster)
      - Gileppe (Limburg)
      - Helle (Eupen)
        - Soor (Baelen)

    - Amel of Amblève (Comblain-au-Pont)
      - Rubicon (ondergrondse rivier)
      - Ninglinspo of Ruisseau du Hornay (Aywaille)
      - Lienne (Stoumont)
      - Salm (Trois-Ponts)
      - Eau Rouge (Stavelot)
        - Hockai (Eau Rouge, Stavelot)

      - Warche (Malmedy-Warche)
        - Warchenne (Malmedy)

      - Emmels (Amel)

    - Néblon (Hamoir)
    - Lembrée (Vieuxville)
    - Aisne (Durbuy)
    - Eau d'Heure (Fronville)
      - Marchette (Fronville)

    - Oostelijke Ourthe (Houffalize)
    - Westelijke Ourthe (Houffalize)

  - Hoyoux (Hoei)
  - Mehaigne (Hoei)
    - Nachaux (Éghezée-Mehaigne)Samenvloeiing van de Samber en de Maas (le confluent) in Namen

  - Samber (Namen)
    - Orneau (Jemeppe-sur-Sambre)
    - Eau d'Heure (Charleroi)
    - Piéton (Charleroi)
    - Biesmelle (Thuin)

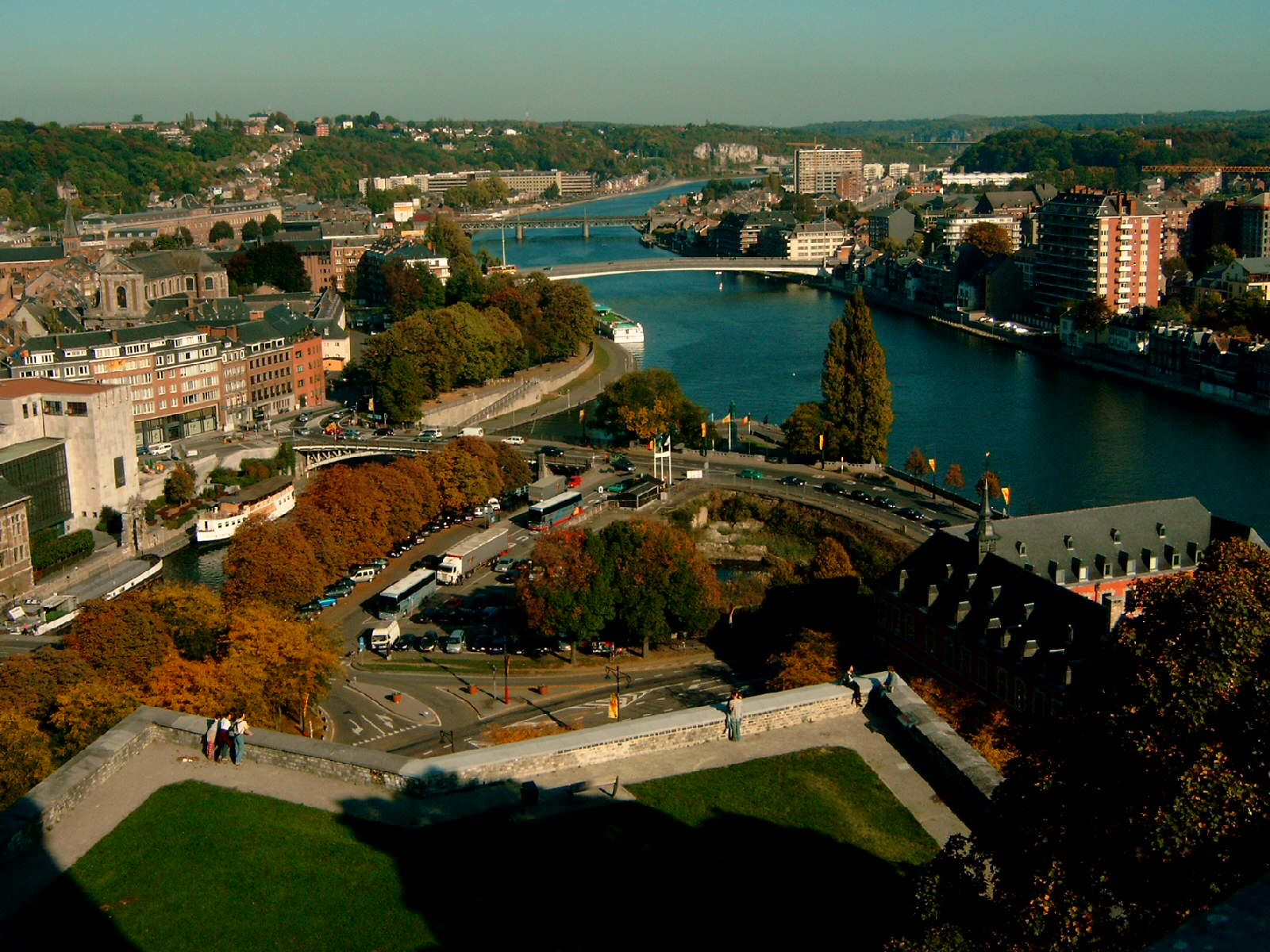
Samenvloeiing van de Samber en de Maas (le confluent) in Namen

    - Hantes of Hante (Erquelinnes-Hantes)
    - Grote Helpe of Helpe Majeure (Berlaimont)
    - Kleine Helpe of Helpe Mineure (Landrecies)

  - Bocq (Yvoir)
  - Molignée (Anhée)
  - Lesse (Dinant-Anseremme)
    - Wimbe (Rochefort, Villers-sur-Lesse)
    - Lhomme, l'Homme of Lomme (Rochefort, Eprave)
      - Wamme (Rochefort, Jemelle)
      - Our (Paliseul, Oûr, Redu)

  - Hermeton (Hastière)

### Frankrijk
- Maas (vervolg)
  - Houille (Givet)
  - Viroin (Vireux-Molhain)
    - Eau Blanche (Viroinval)
    - Eau Noire (Viroinval)

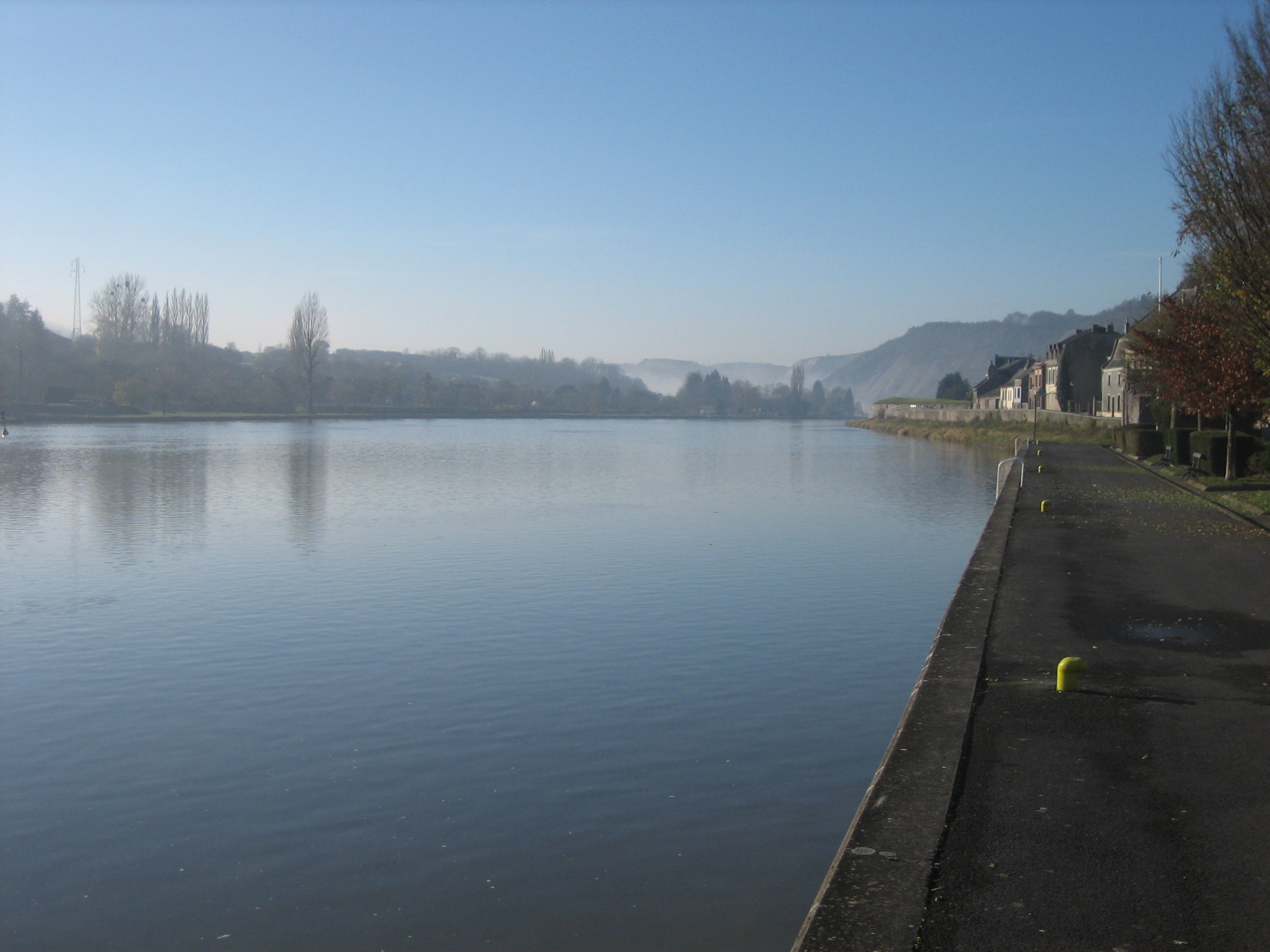
De Maas bij Givet

  - Semois (geschreven als Semoy in Frankrijk) (Monthermé)
    - Vierre (Jamoigne in de gemeente Chiny)
    - Rulles of Rule (Ansart in de gemeente Tintigny)
      - Anlier (Habay-la-Vieille in de gemeente Habay)
      - Mellier (Rulles in de gemeente Habay)
      - Mandebras (Rulles)

  - Sormonne (Charleville-Mézières)
  - Vence (Charleville-Mézières)
  - Bar (stroomafwaarts van Sedan, Vrigne-Meuse)
  - Vrigne (Vrigne-Meuse)
  - Chiers (ontspringt in Luxemburg als Kuer) (Remilly-Aillicourt bij Bazeilles)
    - Aulnois (Carignan)
      - Matton (Carignan)

    - Marche (La Ferté-sur-Chiers)
    - Loison (Montmédy)
      - Azanne (Billy-sous-Mangiennes)
      - Thinte (Vittarville)

    - Thonne (Montmédy)
    - Othain (bij Montmédy)
    - Ton (bij Écouviez op de grens van België en Frankrijk)
      - Vire (Saint-Mard in de gemeente Virton)
      - Chevratte

    - Crusne, Crusnes of Crune (Longuyon)

  - Vair (Domrémy-la-Pucelle)

## Stroomgebied in Vlaanderen
- De Jeker ontspringt op de grens van Limburg en Luik en slingert zich een baan langs de taalgrens. Ze komt het Vlaamse Gewest binnen in Lauw en stroomt vervolgens 16,5 km over Tongers grondgebied. Te Glaaien (Frans: Glons) steekt ze de taalgrens terug over naar Waalse bodem. Te Kanne wordt de Jeker weer Vlaams en stroomt ze door een sifon onder het Albertkanaal. Vervolgens verlaat ze de provincie naar Nederlands Limburg (om aldaar uit te monden te Maastricht in de Maas).
- De Voer ontspringt nabij de Commanderij van Sint-Pieters-Voeren. Zowel de Voerstreek, de gemeente Voeren als de daarin gelegen plaatsen 's-Gravenvoeren, Sint-Martens-Voeren en Sint-Pieters-Voeren hebben hun naam aan deze beek te danken. Net over de grens met Nederland te Laag-Caestert vloeit het riviertje in de Maas. Het riviertje heeft drie zijrivieren: de Veurs, de Noorbeek en de Beek. De Berwijn is eveneens een zijrivier van de Maas. Het riviertje stroomt slechts kortstondig over het Vlaamse grondgebied en dit eveneens te  Voeren.
- De Maas zelf ten slotte komt Vlaanderen binnen nabij Kanne (bij Riemst). Ze vormt alhier de grens tussen Belgisch Limburg en Nederlands Limburg. Dit gedeelte van de Maas staat bekend als de Grensmaas en ligt tussen Eijsden-Maastricht en Smeermaas-Kessenich. De Maas meandert er veel en is omwille van de scheepvaart vervangen door het laterale kanaal Zuid-Willemsvaart. De Maas zet bij dat meanderen, maar ook tijdens overstromingen, veel grind af, die een grootschalige ontginning op gang heeft gebracht. De duidelijke sporen daarvan zijn de uitgestrekte Maasplassen. Voorbij Maaseik is de rivier weer bevaarbaar. Zo'n 5 km verder stroomt ze Nederlands gebied binnen.
- Daarnaast is er in het stroomgebied ook nog de rivier de Mark. De rivier ontspringt in het Turnhouts Vennengebied tussen Merksplas, Turnhout en Baarle. Vervolgens stroomt de rivier via Merksplas, Wortel en Hoogstraten richting Nederland (Breda). Alvorens de grens te passeren voegen zich onder meer de Kleine Mark, de Hollandse Loop en het Merkske zich bij de Mark.
- Voorts is er ook nog de Dommel waarvan de bron zich bevindt op het Kempens plateau nabij het gehucht Wauberg in de gemeente Peer. Het riviertje stroomt via Overpelt en Neerpelt richting Nederlandse grens.